# Sopita Tanasan
Sopita Tanasan (* 23. Dezember 1994 in der Provinz Chumphon, Thailand) ist eine thailändische Gewichtheberin. Sie nahm 2016 an den Olympischen Spielen teil und gewann in der Gewichtsklasse bis 48 kg Körpergewicht die Goldmedaille. 2017 wurde sie Weltmeisterin in der Gewichtsklasse bis 53 kg.

## Karriere
Sopita Tanasan stammt aus einer sportlichen Familie aus dem District Sawi in der thailändischen Provinz Chumphon. Ihr Vater war ein erfolgreicher Thaiboxer und wollte, dass auch Sopita diese Sportart ergreift. Diese sah jedoch im Alter von 10 Jahren im Fernsehen wie ihre Landsfrau Pawina Thongsuk 2004 Olympiasiegerin im Gewichtheben wurde und war davon so begeistert, dass sie mit Einverständnis ihres Vaters ebenfalls mit dem Gewichtheben begann. Nachdem sie im Schüler- und Jugendalter einige nationale Wettkämpfe sehr erfolgreich bestritten hatte, wurde sie 2010 in die thailändische Gewichthebernationalmannschaft berufen. Sie wurde auch Mitglied eines Gewichtheber-Clubs in Bangkok. Seit einiger Zeit ist sie Sportstudentin in Bangkok. Bei einer Größe von 1,54 Metern startet sie in der Regel in der Gewichtsklasse bis 53 kg Körpergewicht.
Als Siebzehnjährige wurde sie im Jahre 2011 schon bei den Weltmeisterschaften in Paris in dieser Gewichtsklasse eingesetzt. Sie erzielte dabei im Zweikampf 196 kg (90–106). Mit dieser Leistung kam sie im Zweikampf auf den 12. Platz. 2012 nahm sie an den Juniorenweltmeisterschaften in Guatemala-Stadt teil und erzielte dort im Zweikampf 201 kg (90–111), womit sie hinter der Chinesin Zhang Wangqiong, die auf 203 kg kam, den 2. Platz belegte.
2013 startete Sopita Tanasan bei drei internationalen Meisterschaften. Im Mai 2013 kam sie in Lima bei den Juniorenweltmeisterschaften in der Gewichtsklasse bis 53 kg mit 197 kg (91–106) auf den 3. Platz, im Juli 2013 wurde sie in Bischkek asiatische Juniorenmeisterin in der gleichen Gewichtsklasse mit einer Zweikampfleistung von 196 kg (91–105) und im Oktober dieses Jahres gewann sie bei den Weltmeisterschaften in Wrocław in der Gewichtsklasse bis 53 kg im Zweikampf mit 203 kg (91–112) hinter Li Yajun aus China die Silbermedaille.
Ein ähnlich umfangreiches Programm spulte sie im Jahre 2014 herunter. Im März dieses Jahres wurde sie in Bangsaen/Thailand wieder asiatische Juniorenmeisterin mit einer Zweikampfleistung von 200 kg (91–109) und im Juni 2014 kam sie bei den Juniorenweltmeisterschaften in Kasan mit 195 kg (98–107) auf den 2. Platz. Bei den sehr stark besetzten Asienspielen in Incheon erreichte sie in der Gewichtsklasse bis 53 kg mit 205 kg (95–110) den 6. Platz. Bei den Weltmeisterschaften 2014 in Almaty erzielte sie im Zweikampf 208 kg (95–113), mit denen sie als Vierte knapp die Medaillenränge verpasste.
Den 4. Platz belegte sie auch bei den Weltmeisterschaften 2015 in Houston. Sie erzielte dort im Zweikampf 210 kg (95–115).
Bei den Olympischen Spielen 2016 in Rio de Janeiro ging sie das Wagnis ein und trainierte in die Gewichtsklasse bis 48 kg ab. Da ihr das Abtrainieren relativ leicht gelang, ging dieses Wagnis voll auf. Sie erzielte in Rio im Zweikampf 200 kg (92–108) und wurde mit dieser Leistung Olympiasiegerin vor Sri Wahyuni Agustiani aus Indonesien, 192 kg (85–107) und Hiromi Miyake, der Tochter des ehemaligen japanischen Spitzenhebers Yoshiyuki Miyake, die auf 188 kg (81–107) kam.
Im August 2017 erzielte Sopita Tanasan bei der Sommer-Universiade in Taipei, wieder in der Gewichtsklasse bis 53 kg startend, mit 196 kg (88–108) nur den 4. Platz im Zweikampf. Weitaus besser vorbereitet trat sie im November 2017 bei den Weltmeisterschaften in Anaheim an und wurde dort in der gleichen Gewichtsklasse mit 210 kg (96–114) Weltmeisterin im Zweikampf vor der Turkmenin Kristina Schermetowa, die auf 204 kg (91–113) kam und Francisco Dias Hidilyn, Philippinen, die 199 kg (86–113) erreichte. Auch mit ihren Einzelleistungen im Reißen und Stoßen gewann sie jeweils die Goldmedaille.

## Internationale Erfolge
| Jahr | Platz | Wettbewerb                                     | Gewichtsklasse | Ergebnis |
| 2011 | 12.   | WM in Paris                                    | bis 53 kg      | mit 196 kg (90–106); Siegerin: Sulfiya Tschinschanlo, Kasachstan, 227 kg (97–130)                                                                           |
| 2012 | 2.    | Junioren-WM in Guatemala-Stadt                 | bis 53 kg      | mit 201 kg (90–111), hinter Zhang Wanqiong, China, 203 kg (90–113)                                                                                          |
| 2013 | 3.    | Junioren-WM in Lima                            | bis 53 kg      | mit 197 kg (91–106), hinter Alena Tschichkan, Weißrussland, 199 kg (97–112) und Liu Quan, China, 198 kg (88–110)                                            |
| 2013 | 1.    | Asiatische Juniorenmeisterschaften in Bischkek | bis 53 kg      | mit 196 kg (91–105), vor Wu Lingqian, China, 191 kg (91–100)                                                                                                |
| 2013 | 2.    | WM in Wrocław                                  | bis 53 kg      | mit 203 kg (91–112), hinter Li Yajun, China, 221 kg (100–121), vor Kittima Sutana, Thailand, 200 kg 86–114)                                                 |
| 2014 | 1.    | Asiatische Juniorenmeisterschaften in Bangsaen | bis 53 kg      | mit 200 kg (91–109), vor Supattra Kaewkhong, Thailand, 173 kg (77–96)                                                                                       |
| 2014 | 2.    | Junioren-WM in Kasan                           | bis 53 kg      | mit 195 kg (88–107), hinter Wu Lingqian, China, 207 kg (97–110), vor Syrah Anggraini, Indonesien, 187 kg (83–104)                                           |
| 2014 | 6.    | Asienspiele in Incheon                         | bis 53 kg      | mit 205 kg (95–110); Siegerin: Hsu Shu-ching, Taiwan, 233 kg (101–132), vor Sulfiya Tschinschanlo, 228 kg (96–132)                                          |
| 2014 | 4.    | WM in Almaty                                   | bis 53 kg      | mit 208 kg (95–113), hinter Sulfiya Tschinschanlo, 232 kg (98–134), Hsu Shu-ching, 218 kg und Li Yajun, China, 214 kg (96–118)                              |
| 2015 | 4.    | WM in Houston                                  | bis 53 kg      | mit 210 kg (95–115), hinter Hsu Shu-ching, 221 kg (96–125), Chen Xiaoting, China, 221 kg (101–120) und Francisco Diaz Hidilyn, Philippinen, 213 kg (96–117) |
| 2016 | Gold  | OS in Rio de Janeiro                           | bis 48 kg      | mit 200 kg (92–108); vor Sri Wahunyi Agustiani, Indonesien, 192 kg (85–107) und Hiromi Miyake, Japan, 188 kg (81–107)                                       |
| 2017 | 4.    | Sommer-Universiade in Taipei                   | bis 53 kg      | mit 196 kg (88–108); hinter Ri Su-yon, Nordkorea, 208 kg (90–1189, Liu Feng, China, 207 kg (90–117) und Supattra Kaewkhong, 197 kg (86–111)                 |
| 2017 | 1.    | WM in Anaheim                                  | bis 53 kg      | mit 210 kg (96–114), vor Kristina Schermetowa, Turkmenistan, 204 kg (91–113) und Francisco Diaz Hidilyn, 199 kg (86–113)                                    |

Erläuterungen
- alle Wettkämpfe im olympischen Zweikampf, bestehend aus beidarmigem Reißen und Stoßen

## WM-Einzelmedaillen
- WM-Goldmedaillen: 2017/Reißen, 2017/Stoßen
- WM-Silbermedaillen: 2013/Reißen